# Bob Morane
Pour les aviateurs, voir Robert et Léon Morane.
Pour les articles homonymes, voir Bob Morane (homonymie).
Bob Morane est le nom d'une série de romans et de son héros éponyme crée en décembre 1953 par le romancier belge Henri Vernes pour la collection de poche « Marabout Junior » des éditions André Gérard. Ces romans furent par la suite adaptés en bandes dessinées.
Conçu au départ comme une sorte d'aventurier mi-justicier, mi-« barbouze », le personnage évolue au cours de son demi-siècle d'existence pour se trouver impliqué dans des aventures de plus en plus complexes. Aux voyages exotiques, auxquels se mêlent espionnage et aventures classiques, viennent s'ajouter très tôt des thèmes de science-fiction sous l’influence d'un ami intime de l'auteur, Bernard Heuvelmans, père de la cryptozoologie.

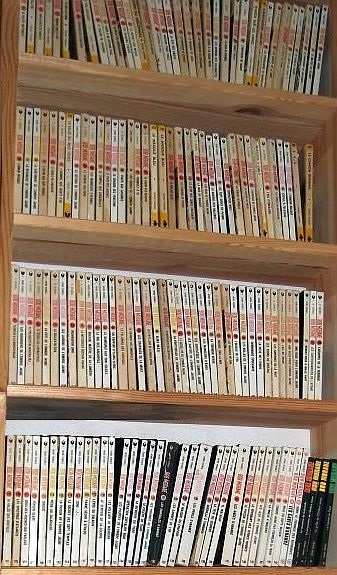
Bob Morane poche, années 1960 et 70.

## Les personnages

### Robert Morane, dit Bob
Français au visage osseux, aux cheveux coupés en brosse et aux yeux gris, à la carrure athlétique, né un 16 octobre comme Henri Vernes, Morane est éternellement âgé de 33 ans. Orphelin de père et de mère, il a été élevé en Bretagne par une vieille tante. C'est un héros de la bataille d'Angleterre, pilote de Spitfire et ancien Flying Commander — un grade imaginaire — de la RAF. L'explication la plus logique serait probablement que Morane était au début Flying Officer (lieutenant chef de section de vol ou « flight ») pour devenir ensuite commandant d'escadron (squadron leader) et, comme l'a fait Pierre Clostermann (le véritable as Français aux trente-trois victoires), Acting Wing Commander ou commandant d'escadre, sans avoir été promu au grade de lieutenant-colonel habituel à cette position. Bob Morane est ainsi le pilote le plus décoré de France avec cinquante-trois victoires aériennes.
Polytechnicien, ingénieur et officier en disponibilité de l'armée de l'air française, il est nyctalope. Sa curiosité et son sens de la justice lui font parcourir le monde. Reporter-photographe occasionnel au magazine Reflets, il connaît énormément de langues ; ainsi que diverses techniques de combat en corps à corps : savate, karaté, judo, jiu-jitsu. Expert dans le maniement d'un grand nombre d'armes il possède tout au moins un lourd Colt automatique, un Luger et un revolver. Il a noué des relations dans différents services secrets : aux États-Unis, avec le chef de la CIA Herbert Gains ; avec Sir Archibald Baywater de Scotland Yard en Grande-Bretagne ; avec le lieutenant Gros-Jean à la Police montée canadienne ; avec le colonel Jouvert au 5e Bureau de France ; et avec Sheela Khan, chef de la police de Calcutta et des services secrets en Inde.
Malgré son énergie et son goût de l'aventure, Bob Morane connaît parfois des moments d'embarras ou d'incertitude, qui le poussent irrésistiblement à se passer la main dans ses cheveux en brosse. Il aime également faire alterner les périodes d'intense activité et de farniente, qu'il passe en pantoufles à lire dans son appartement du quai Voltaire à Paris, au milieu de ses collections d'objets rares ou curieux, souvenirs d'anciennes aventures.
Bob Morane cultive aussi un certain nombre d'amitiés féminines. Les plus importantes sont celles qu'il entretient avec la journaliste au Chronicle de Londres Sophia Paramount, avec Tania Orloff, nièce de l'Ombre jaune, ainsi qu'avec la mystérieuse et capiteuse Miss Ylang-Ylang, cheffe omnipotente de la terrible Organisation Smog. Si la totalité de ces relations sont tendres ou condescendantes (d'où son irrépressible habitude d'appeler toutes les jeunes filles qu'il rencontre « petite fille ») et toujours intégralement chastes, elles laissent deviner le goût de Morane pour le sexe féminin. Le grand amour romantique de sa vie est Tania Orloff, la nièce de l’Ombre Jaune, qui fait d’eux une sorte de couple à la Roméo et Juliette à jamais séparé par l’oncle de cette dernière auquel tous deux sont opposés, mais que la nièce respecte.
Outre son appartement quai Voltaire à Paris, il possède un vieux monastère en Dordogne, un très grand terrain, un vieux cimetière en Bretagne et un domaine secret au Pérou au bord d'un magnifique lac bleu. Il a une Jaguar type E qu'il pilote toujours à tombeau ouvert avec une expertise consommée et une petite Peugeot 204 cabriolet. Nous le retrouvons également régulièrement au volant d'une Chevrolet Corvette (C4).
Henri Vernes a déterminé son nom « Morane » notamment par référence aux guerriers Massaïs, : « Le Morane est un guerrier Massaï qui a tué son premier lion. Il partait avec sa lance et son bouclier et lorsqu’il avait accompli sa tâche il était devenu un Morane. »  Le prénom, lui, est choisi parmi ceux de l'air du temps, sans référence à l'aviateur Robert Morane. L'une des aventures de Bob Morane s'intitule « Le Dernier Massaï » (2001).

### William Ballantine, dit Bill
Écossais descendant direct du Clan des McGuiliguidy, roux de 2 m et de 34 ans, aux mains grosses comme des roues de brouette, aux poings de la taille d'une tête d'enfant, il est doté d'une force colossale. Patriote, il boit volontiers du whisky (Zat 77 de préférence).
Superstitieux, il possède un château ancestral et un élevage de poulets en Écosse mais ne l'occupe que partiellement car il est le compagnon numéro 1 de Morane. Il ponctue ses phrases d'argot et surnomme son illustre compagnon « Commandant » en référence aux états de service de Bob Morane dans la RAF durant la Seconde Guerre mondiale. Morane le rectifie avec une note d’humour par un : « Tu sais bien que la guerre est finie et que je ne commande plus rien du tout », phrase à laquelle Bill Ballantine répond invariablement par : « Je sais, Commandant ». Il affectionne particulièrement les steaks pommes-frites et les hot-dogs. Il connaît bien ses classiques et siffle comme un maître. Bill Ballantine a rencontré Morane alors qu'il était son mécanicien à l'époque où celui-ci pilotait en Nouvelle-Guinée après la guerre. Il est lui-même un pilote aguerri et expert mécanicien. Comme Bob Morane, il est passionné de belles voitures et entretient une Ford Mustang qu'il a préparée pour augmenter ses performances.
Sa première apparition a lieu dans La Vallée infernale (1953), premier roman de la série selon l'ordre des publications. Cependant, la première rencontre entre Bob Morane et Bill Ballantine, qui se situe pendant la Seconde Guerre mondiale, est racontée dans Alerte aux V1 (2009).
Bill Ballantine serait né un 3 avril  dans une distillerie d'Édimbourg .

### L'Ombre Jaune
C'est un des ennemis les plus réguliers de Bob Morane et un véritable génie du mal.

### Miss Ylang-Ylang

#### Apparition dans la série
Elle est l'adversaire de Bob Morane dans Terreur à la Manicouagan, 71e roman de la série ; elle le vainc lors de leur première rencontre.
Elle intervient comme personnage principal dans les romans suivants (liste non exhaustive) :
- Terreur à la Manicouagan - no 71
- Organisation SMOG - no 78
- Un parfum d'Ylang-Ylang - no 83
- Les Contrebandiers de l'atome - no 107
- Dans le triangle des Bermudes - no 142
- Le Jade de Séoul - no 161
- La Panthère des hauts-plateaux - no 164
- Les Démons de la guerre - no 167

#### Description physique et morale
Miss Ylang-Ylang est décrite par Henri Vernes comme une femme 

« au visage à l'ovale et aux traits parfaits, qu'éclairaient de longs yeux bridés d'eurasienne. Leur fixité indiquaient une volonté de fer, et aussi de la cruauté. Le nez était fin, délicatement ouvré, et la bouche d'un dessin parfaitement achevé. La matité crémeuse de la peau était encore mise en valeur par les cheveux noirs et brillants, ramenés en arrière et noués en chignon sur la nuque. Elle portait un ensemble de soie noire, pantalon et blouse à la chinoise ajustés. Des sandales dorées la chaussaient. Dans la main droite, elle tenait une paire de longs gants de fine peau, noire également, dont elle s'éventait négligemment, car la chaleur des torches ajoutait encore à la moiteur oppressante de la nuit tropicale.  Dans la nouvelle venue, les deux captifs avaient reconnu aussitôt Miss Ylang-Ylang, le chef incontesté de l'organisation Smog. Personne, sauf elle peut-être, ne connaissait son véritable nom et on l'avait surnommée ainsi à cause de son parfum favori, dont elle usait souvent sans modération. »

Dans Les Contrebandiers de l'atome (1970), elle est décrite comme 

« une femme dont la beauté était à la fois si parfaite et si inquiétante que, quand on l'avait vue une fois, il devait être difficile de l'oublier. Un visage étroit et triangulaire, aux pommettes hautes, à la peau couleur d'ambre doré et mangé par des yeux un peu bridés d'Eurasienne. Des yeux qui n'en finissaient plus et dont les prunelles semblaient avoir été taillées dans des diamants noirs. (...) C'était la captivante, la redoutable, l'énigmatique Miss Ylang-Ylang. »

— Henri Vernes, Les Contrebandiers de l'atome, pages 73 et 74.

#### Activités criminelles
Elle est le chef du SMOG, une organisation internationale de mercenaires et de bandits.

#### Relations entre Bob Morane et Miss Ylang-Ylang
Miss Ylang-Ylang est fascinée par le commandant Morane, ce qui lui vaudra quelques ennuis avec un des méchants de la série, Roman Orgonetz, entré au service du SMOG. En effet, il s'opposera résolument à sa patronne sur ce sujet, car il tient à éliminer Bob Morane, perspective à laquelle Miss Ylang-Ylang ne se résoudra jamais.
De son côté, Bob Morane est secrètement attiré par la belle Eurasienne, voire amoureux d'elle.

### Roman Orgonetz
Roman Orgonetz est un personnage de la série Bob Morane, ainsi décrit dans Les Mangeurs d'atomes : « un visage d'une laideur repoussante, ayant la couleur et la consistance de la gélatine, avec un nez énorme, pareil à une grosse limace rose, des yeux globuleux et glauques, inexpressifs, et une bouche lippue s'ouvrant sur des dents complètement aurifiées, le tout surmonté d'un crâne chauve et luisant comme une boule de marbre poli ».
Il apparaît dans les romans suivants :
- 16 - Mission pour Thulé
- 17 - La Cité des sables
- 23 - La Fleur du sommeil
- 31 - Les Dents du tigre (tome 2)
- 41 - L'Homme aux dents d'or
- 45 - Les Mangeurs d'atomes
- 53 - Le Masque bleu
- 71 - Terreur à la Manicouagan
- 73 - Le Président ne mourra pas
- 83 - Un Parfum d'Ylang-Ylang
- 88 - Alias M. D. O.
- 116 - Le Secret des sept temples
- 123 - Opération Chevalier noir
- 142 - Dans le triangle des Bermudes
- 158 - L'Exterminateur
- 161 - Le Jade de Séoul
- 164 - La Panthère des Hauts-Plateaux
- 167 - Les Démons de la guerre
- 171 - L'Anneau de Salomon
- 178 - Santeria Drums
- 179 - Demonia Maxima
- 181 - L'Œil de l'iguanodon

Apparu en 1956, Roman Orgonetz reste le plus ancien adversaire de Bob Morane, l'Ombre Jaune n'apparaissant qu'en 1959 dans  La Couronne de Golconde. Au contraire de Monsieur Ming et de Miss Ylang-Ylang, qui admirent Morane jusqu'à un certain degré, lui ne conçoit que de la haine à son égard et songe à l'éliminer par tous les moyens possibles.
Bob Morane rencontre Roman Orgonetz pour la première fois dans le roman Mission pour Thulé, où il se présente sous le pseudonyme d'Arthur Greenstreet (il se fait  également appeler De la Rue Verte ou Calleverde selon les pays où il agit). Agent secret d'une ambassade soi-disant neutre, il tente alors d'empêcher le lancement d'un satellite par les États-Unis. Bob Morane réussit à le contrer et s'en fait un ennemi durable par la même occasion.
Par la suite, Morane le rencontre régulièrement. Dans La Cité des sables, il est à la solde d'un pays qui veut s'emparer du pétrole d'un petit pays arabe. Puis il est trafiquant de drogues dans La Fleur du sommeil.
Orgonetz prend de l'importance dans L'Homme aux dents d'or. Il tente alors d'implanter un service d'espionnage en Angleterre. Bob Morane aide Scotland Yard à le mettre en échec. Dans Les Mangeurs d'atomes, il est rétrogradé au poste de chef de sécurité du Centre de biologie marine de Varna où un pays fictif, la Confédération balkanique, se débarrasse de ses déchets atomiques en utilisant des trilobites. Voulant se venger de ses échecs passés, Orgonetz tend un piège à Morane, qui réussit tout de même à s'en sortir.
À partir de Terreur à la Manicouagan, Orgonetz devient l'homme à tout faire du Smog, réseau d'espionnage puissant dont l'un des chefs est la redoutable Miss Ylang-Ylang. Dans Un Parfum d'Ylang-Ylang, il commence à contester l'autorité de ce chef, la soupçonnant d'avoir trop de mansuétude envers le commandant Morane. Dans Alias M. D. O., il tente même de s'en prendre physiquement à elle. Beaucoup plus tard, dans La Panthère des Hauts-Plateaux, il la fait même prisonnière en ayant comme but de l'assassiner. Celle-ci est sauvée in extremis par Morane. Curieusement, le Smog ne semble pas trop lui en garder rancune et continue même à l'utiliser car il le juge trop indispensable.

### Aristide Clairembart
Aristide Clairembart est décrit comme un vieux monsieur à barbiche, passionné d'histoire et d'archéologie. Il apparaît dans plusieurs romans et albums des aventures de Bob Morane, en particulier La Galère engloutie et Les Semeurs de foudre. Des éléments de biographie de ce personnage de fiction ont été réunis sur des sites de fans.

## Les romans
209 romans ont été publiés par Henri Vernes. Ils ont été illustrés successivement par Felicísimo Coria, Pierre Joubert, Henri Lievens, William Vance, Antonio Parras, Patrice Sanahujas, René Follet, Frank Leclercq, Claude Gohérel et Olivier Frot.
Depuis 2012, c'est l'auteur Gilles Devindilis qui a été désigné pour à la fois poursuivre et relancer la collection en créant le concept des Nouvelles Aventures de Bob Morane.

## Les nouvelles
Henri Vernes a écrit 32 nouvelles en marge de ses romans. Depuis 2013, de nouveaux auteurs, fans de la série, écrivent aux éditions Ananké des nouvelles de Bob Morane.

## Les cycles
À l'intérieur de la série, certains romans et nouvelles se rattachent à des cycles particuliers. Quelques-uns d'entre eux appartiennent à plusieurs cycles à la fois. Dans les ouvrages tardifs, ces cycles finissent d'ailleurs par se mêler.

### Cycle de l'Ombre Jaune
C'est le cycle le plus important dans la série, puisqu'il regroupe 40 romans et 4 nouvelles :
1. La Couronne de Golconde (no 33)
2. L'Ombre Jaune (no 35)
3. La Revanche de l'Ombre Jaune (no 37)
4. Le Châtiment de l'Ombre Jaune (no 38)
5. Le Retour de l'Ombre Jaune (no 43)
6. Les Sosies de l'Ombre Jaune (no 50)
7. Les Yeux de l'Ombre Jaune (no 57)
8. L'Héritage de l'Ombre Jaune (no 63)
9. Les Guerriers de l'Ombre Jaune (no 72)
10. La Cité de l'Ombre Jaune (no 75)
11. Les Jardins de l'Ombre Jaune (no 76)
12. Les Papillons de l'Ombre Jaune (no 87)
13. La Forteresse de l'Ombre Jaune (no 90)
14. Le Satellite de l'Ombre Jaune (no 91)
15. Les Captifs de l'Ombre Jaune (no 92)
16. Les Sortilèges de l'Ombre Jaune (no 93)
17. Les Bulles de l'Ombre Jaune (no 99)
18. Une rose pour l'Ombre Jaune (no 105)
19. La Prison de l'Ombre Jaune (no 115)
20. Les Poupées de l'Ombre Jaune (no 122)
21. Les Fourmis de l'Ombre Jaune (no 126)
22. Le Poison de l'Ombre Jaune (no 135)
23. Les Jeux de l'Ombre Jaune (no 137)
24. L'Ombre Jaune fait trembler la terre (no 139)
25. La Prisonnière de l'Ombre Jaune (no 143)
26. La Griffe de l'Ombre Jaune (no 144)
27. Le Trésor de l'Ombre Jaune (no 147)
28. L'Ombre Jaune et l'héritage du Tigre (no 148, se rattache également au cycle du Tigre)
29. Le Soleil de l'Ombre Jaune (no 149, se rattache également au cycle du Tigre)
30. L'Ombre Jaune s'en va en guerre (no 157)
31. L'Exterminateur (no 158, se rattache également au cycle de Miss Ylang-Ylang)
32. Le Jade de Séoul (no 161, se rattache également au cycle de Miss Ylang-Ylang)
33. La Jeunesse de l'Ombre Jaune, 1 (nouvelle, no 167ter)
34. La Jeunesse de l'Ombre Jaune, 2 (nouvelle, no 168bis)
35. La Jeunesse de l'Ombre Jaune, 3 (nouvelle, no 169bis)
36. Les 1001 Vies de l'Ombre Jaune (no 172)
37. La Lumière de l'Ombre Jaune (no 192)
38. La Résurrection de l'Ombre Jaune (nouvelle, no 192bis)
39. Les Secrets de l'Ombre Jaune (no 200)
40. Les Nuits de l'Ombre Jaune (no 202, se rattache également au cycle de Miss Ylang-Ylang)
41. Duplication (no 230)
42. Le Sanctuaire des Arrowukas (no 231)
43. La Malédiction de Michel-Ange (no 232)
44. Alerte à Londres (no 233)

#### Sous-cycle du Temps
À l'intérieur du cycle de l'Ombre Jaune, 12 romans forment un sous-cycle particulier :
1. La Forteresse de l'Ombre Jaune (no 90)
2. Le Satellite de l'Ombre Jaune (no 91)
3. Les Captifs de l'Ombre Jaune (no 92)
4. Les Sortilèges de l'Ombre Jaune (no 93)
5. Les Bulles de l'Ombre Jaune (no 99)
6. Une rose pour l'Ombre Jaune (no 105)
7. La Prison de l'Ombre Jaune (no 115)
8. Les Fourmis de l'Ombre Jaune (no 126)
9. L'Ombre Jaune fait trembler la Terre (no 139)
10. La Prisonnière de l'Ombre Jaune (no 143)
11. Le Soleil de l'Ombre Jaune (no 149)
12. Les 1001 Vies de l'Ombre Jaune (no 172)

### Cycle Miss Ylang-Ylang
1. Terreur à la Manicouagan (no 71)
2. Organisation SMOG (no 78)
3. Un parfum d'ylang-ylang (no 83)
4. Alias M.D.O. (no 88)
5. Menace sous la mer (no 96)
6. Commando épouvante (no 100)
7. Les Contrebandiers de l'atome (no 107)
8. Opération Chevalier noir (no 123)
9. Dans le triangle des Bermudes (no 142)
10. Les Yeux du brouillard (no 155)
11. L'exterminateur (no 158, se rattache également au cycle de l'Ombre Jaune)
12. Le Jade de Séoul (no 161, se rattache également au cycle de l'Ombre Jaune)
13. La Panthère des hauts-plateaux (no 164)
14. Les Démons de la guerre (no 167)
15. Les Nuits de l'Ombre Jaune (no 202, se rattache également au cycle de l'Ombre Jaune)
16. La Bête aux six doigts (no 217)

### Cycle du cristal
1. Les Berges du temps (no 159)
2. La Guerre du cristal (no 165)
3. Les Pièges du cristal (no 176)

### Cycle du docteur Xhatan
1. Opération wolf (no 60)
2. Le mystérieux docteur Xhatan (no 79)
3. Xhatan, maître de la lumière (no 80)
4. Rendez-vous à nulle part (no 106)

### Cycle d'Ananké
Ce cycle de 5 romans et une nouvelle, qui constitue une incursion d'Henri Vernes dans la science-fiction, a un succès si particulier auprès des lecteurs qu'il a conduit Henri Vernes et son dernier éditeur, Claude Lefrancq, à donner le nom d'« Éditions Ananké » à la maison d'édition qu'ils ont constituée ensemble en 2001.
1. Les Murailles d'Ananké (no 127)
2. Les Périls d'Ananké (no 130)
3. Les Anges d'Ananké (no 134)
4. Les Caves d'Ananké (no 141)
5. Les Plaines d'Ananké (no 146)
6. La Dernière Rosace (nouvelle, no 164bis)
7. Les Bandits d'Ananké (no 230)

### Cycle du Tigre
1. Les Voleurs de mémoire (no 121)
2. La Mémoire du Tigre (no 124)
3. La Colère du Tigre (no 125)
4. La Tanière du Tigre (no 145)
5. L'Ombre Jaune et l'héritage du Tigre (no 148, se rattache également au cycle de l'Ombre Jaune)
6. Le Soleil de l'Ombre Jaune (no 149, se rattache également au cycle de l'Ombre Jaune)

### Cycle des Crapauds
1. Les Crapauds de la mort (no 86)
2. L'Empreinte du crapaud (no 89)
3. Le Masque du crapaud (no 129)
4. L'Antre du crapaud (no 174)

### Cycle des Harkans
1. Le Portrait de la Walkyrie (no 185)
2. La Plume de cristal (no 189)
3. La Porte du cauchemar (no 194)
4. Les Ruines de Barkalia (no 198)

### Cycle du Piège infernal
1. Le Conseil des sept sages (no 216)
2. Yukon Quest (no 220)
3. Chantage mortel ou Le Casse du siècle (no 221)
4. Contre-attaque (no 228)

## Produits dérivés
Il existe tellement de produits dérivés que la liste exhaustive est pratiquement impossible à trouver.
La meilleure référence existant à ce jour[Quand ?] est l'Argus Bob Morane, intitulé Les 1001 Vies de Bob Morane, paru aux éditions Demeyer en 2000.

## Réédition

### Bob Morane en poche (Lefrancq)
Les Éditions Lefrancq ont publié une collection de soixante Bob Morane en poche, reconnaissable aux bandeaux jaunes situés en haut et en bas des première et dernière pages de couverture.
1. La Vallée infernale (no 1)
2. La Galère engloutie (n°2)
3. La Griffe de feu (n°4)
4. La Panthère des Hauts-Plateaux (n°164)
5. Le Sultan de Jarawak (n°8)
6. Le Secret des Mayas (n°12)
7. Les Chasseurs de dinosaures (n°20)
8. La Guerre du cristal (n°165)
9. Échec à la Main Noire (n°21)
10. La Fleur du sommeil (n°23)
11. L'Empereur de Macao (n°25)
12. Les Larmes du Soleil (n°166)
13. L'Orchidée noire (n°27)
14. Les Compagnons de Damballah (n°28)
15. Les Géants de la taïga (n°29)
16. Les Démons de la guerre (n°167)
17. Le Gorille blanc (n°32)
18. L'Ennemi invisible (n°36)
19. Les Déserts d'Amazonie (n°168)
20. Bételgeuse & Cie (n°169)
21. L'Arbre de la vie (n°156)
22. Le Réveil de Kukulkan (n°170)
23. Les Damnés de l'or (n°128)
24. L'Anneau de Salomon (n°171)
25. Des loups sur la piste (n°151)
26. Les 1001 Vies de l'Ombre Jaune (n°172)
27. Terreur à la Manicouagan (n°71)
28. Trafic à Paloma (n°150)
29. Les Crapauds de la Mort (n°86)
30. L'Empreinte du Crapaud (n°89)
31. Le Masque du crapaud (n°129)
32. La Bête hors des âges (n°173)
33. Opération Wolf (n°60)
34. Le Mysterieux docteur Xhatan (n°79)
35. Xhatan, maître de la lumière (n°80)
36. L'Antre du Crapaud (n°174)
37. Rendez-vous à nulle part (n°106)
38. Les Voleurs de mémoire (n°121)
39. La Couronne de Golconde (n°33)
40. Les Berges du temps (n°159)
41. L'Ombre Jaune (n°35)
42. Yang = Yin (n°175)
43. La Mémoire du Tigre (n°124)
44. Les Mangeurs d'âmes (n°94)
45. La Revanche de l'Ombre Jaune (n°37)
46. Les Pièges du cristal (n°176)
47. Les Faiseurs de désert (n°7)
48. Snake (n°152)
49. Le Châtiment de l'Ombre Jaune (n°38)
50. Trois Petits Singes (n°153)
51. La Nuit des négriers (n°160)
52. Le Retour de l'Ombre Jaune (n°43)
53. El Matador (n°133)
54. Les Sosies de l'Ombre Jaune (n°50)
55. Dans le Triangle des Bermudes (n°142)
56. Les Yeux de l'Ombre Jaune (n°57)
57. Santeria Drums (n°178)
58. Le Jade de Séoul (n°161)
59. L'Héritage de l'Ombre Jaune (n°63)
60. L'Œil du samouraï (n°154)

## Adaptations

### Bandes dessinées
C'est à la demande de l'hebdomadaire féminin Femmes d'aujourd'hui, qui publie régulièrement une ou deux pages de bandes dessinées, qu'Henri Vernes adapte Bob Morane en bande dessinée.
Il existe plus de 80 récits de Bob Morane en bande dessinée. Parus pour certains d’entre eux dans Femmes d'aujourd'hui, Pilote et Tintin. Ils ont été publiés dans des albums, réédités par la suite en intégrales.
Cinq dessinateurs se sont succédé durant plus de quarante ans : Dino Attanasio, Gérald Forton, William Vance, Coria et Frank Leclercq.
Les Éditions Le Lombard ont relancé la série en 2015, sous le nom de Bob Morane - Renaissance, avec Dimitri Armand au dessin et Luc Brunschwig et Aurélien Ducoudray au scénario. On peut ajouter le nom d'un sixième dessinateur : Jacques Géron, qui, à la demande de Michel Deligne, redessina Échec à la main noire de Gérald Forton (Michel Deligne en vendit les originaux à Claude Lefrancq, lequel publia Échec à la main noire dans la version de Géron ; il n'existe qu'une édition amateur – non commercialisée – d’Échec à la main noire de Gérald Forton, faite d'après la restauration des publications de Het Laaste Nieuws).
Une nouvelle BD (Les 1000 Démons de l’Ombre jaune) doit être lancée à l’automne 2021, après le décès de l’auteur, aux Éditions Soleil. « Elle sera faite par de vrais fans », s’est réjoui son ami et secrétaire personnel, Alain De Grauw .
Liste des récits de Bob Morane
1. Bob Morane et l’Oiseau de feu (Attanasio, Marabout)
2. Bob Morane et le secret de l’Antarctique (Attanasio, Marabout)
3. Bob Morane et les tours de cristal (Attanasio, Marabout)
4. Bob Morane et le collier de Çiva (Attanasio, Marabout)
5. Bob Morane contre la terreur verte (Attanasio, Marabout)
6. Bob Morane et le mystère de la zone Z (Forton, Marabout)
7. Bob Morane et la vallée des crotales (Forton, Marabout)
8. L’Épée du paladin (Forton, Dargaud)
9. Le Secret des sept temples (Forton, Dargaud)
10. Opération Chevalier Noir (Vance, Dargaud)
11. Les Poupées de l’Ombre Jaune (Vance, Dargaud)
12. Les Fils du dragon (Vance, Dargaud)
13. Les Yeux du brouillard (Vance, Dargaud)
14. La Prisonnière de l’Ombre Jaune (Vance, Dargaud)
15. L’Archipel de la terreur (Vance, Dargaud)
16. La Ville de nulle part (Vance, Dargaud)
17. L’Œil du samouraï (Vance, Dargaud)
18. Les Contrebandiers de l’atome (Vance, Dargaud)
19. Guérilla à Tumbaga (Vance, Dargaud)
20. Les Géants de Mu (Vance, Éditions du Lombard)
21. Panne sèche à Serado (Vance, Lombard)
22. Les Sept croix de plomb (Vance, Lombard)
23. Les Sortilèges de l’Ombre Jaune (Vance, Lombard)
24. Le Temple des dinosaures (Vance, Lombard)
25. Les Bulles de l’Ombre Jaune (Vance, Lombard)
26. Les loups sont sur la piste (Forton, Michel Deligne)
27. La Malédiction de Nosferat (Forton, Michel Deligne)
28. La Piste de l’ivoire (Forton, Michel Deligne)
29. L’Île du passé (Forton, Michel Deligne)
30. L’Ennemi sous la mer (Forton, Michel Deligne)
31. Les Masques de soie (Forton, Michel Deligne)
32. L’Empreinte du crapaud (Vance, Lombard)
33. La Rivière de perles (Forton, Michel Deligne)
34. La Couronne de Golconde (Forton, Michel Deligne)
35. L’Empereur de Macao (Vance, Lombard)
36. Opération Wolf (Coria, Lombard)
37. Commando épouvante (Coria, Lombard)
38. Les Guerriers de l’Ombre Jaune (Coria, Lombard)
39. Service secret soucoupes (Coria, Lombard)
40. Le président ne mourra pas (Coria, Lombard)
41. Les Chasseurs de dinosaures (Coria, Lombard)
42. Une rose pour l’Ombre Jaune (Coria, Lombard)
43. La Guerre des baleines (Coria, Lombard)
44. Le Réveil du Mamantu (Coria, Lombard)
45. Les Fourmis de l’Ombre Jaune (Coria, Lombard)
46. Le Dragon des Fenstone (Coria, Lombard)
47. La Chasse aux dinosaures (Forton, Parallax)
48. Les Otages de l’Ombre Jaune (Coria, Lombard)
49. Snake (Coria, Lombard)
50. Le Tigre des Lagunes (Coria, Lombard)
51. Échec à la main noire (Jacques Géron d'après Forton, Lefrancq)
52. Le Temple des crocodiles (Coria, Lombard)
53. Le Masque de jade (Coria, Lombard)
54. Trois petits singes (Coria, Lombard)
55. Alerte aux V1 (Attanasio, Âge d’Or)
56. Le Jade de Séoul (Coria, Lombard)
57. La Vallée infernale (Forton, Lefrancq)
58. La cité des rêves (Coria, Lombard)
59. L’Arbre de l’Eden (Coria, Lombard)
60. La Galère engloutie (Attanasio, Lefrancq)
61. Un parfum d’Ylang-Ylang (Coria, Lombard)
62. Alias MDO (Coria, Lombard)
63. Le Club des longs couteaux (Forton, Lefrancq)
64. L’Anneau de Salomon (Coria, Lombard)
65. La Vallée des brontosaures (Coria, Lombard)
66. La Revanche de l’Ombre Jaune (Coria, Lombard)
67. Le Châtiment de l’Ombre Jaune (Coria, Lombard)
68. Yang = Yin (Coria, Lombard)
69. Le Pharaon de Venise (Coria, Lombard)
70. L’Œil de l’iguanodon (Coria, Lombard)
71. Un collier pas comme les autres (Coria, Loup)
72. Les Déserts d’Amazonie (Coria, Lombard)
73. Retours au Crétacé (Coria, Loup)
74. Objectif Equus (Forton, Loup)
75. La Panthère des hauts-plateaux (Coria, Lombard)
76. Les Murailles d’Ananké (Leclercq, Miklo)
77. L’Exterminateur (Coria, Lombard)
78. Les Mangeurs d’âmes (Forton, Loup)
79. Les Larmes du soleil (Coria, Lombard)
80. Les Périls d’Ananké (Leclercq, Miklo)
81. La guerre du Pacifique n’aura pas lieu en 2 tomes (Coria, Lombard)
82. Les Berges du temps  (Coria, Lombard)
83. Les Dents du tigre en 2 tomes (Coria, Lombard)
84. El Matador (Coria, Lombard)
85. Sur la piste de Fawcett (Coria, Lombard)

Liste des intégrales de Bob Morane (les nos 1 à 20 ont été réservés à Dargaud-Lombard)
- 1. Atome et Brouillard (Vance, Dargaud)
- 2. Ombre Jaune et Dragons (Vance, Dargaud)
- 3. Monsieur Ming et l’Empereur (Vance, Lombard)
- 4. Terreur et Samouraï (Vance, Dargaud)
- 5. Géants et Dinosaures (Vance, Lombard)
- 6. Guérillas et Pirates (Vance, Dargaud)
- 7. Animaux fantastiques (Coria, Lombard)
- 8. Tigres et Dragons (Coria, Lombard)
- 9. Épouvante et Soucoupes (Coria, Lombard)
- 10. L’Empereur et le Président (Coria, Lombard)
- 11. Fourmis et Dinosaures (Coria, Lombard)
- 12. Miss Ylang-Ylang s’en va t’en guerre (Coria, Lombard)
- 13. Golems, Tombeaux et Momies (Coria, Lombard)
- 14. Reptiles et Triades (Coria, Lombard)
- 15. Tibet et Ombre Jaune (Coria, Lombard)
- 16. Reptiles et Amazonie (Coria, Lombard)
- 21. Intégrale (Attanasio, Miklo)
- 22. Intégrale (Attanasio, Miklo)
- 23. Intégrale (Forton, Ananké)
- 24. Intégrale (Forton, Miklo)

Liste des récits de Bob Morane - renaissance
- 1. 	Les Terres rares (Dimitri Armand, Luc Brunschwig, Aurélien Ducoudray, Le Lombard)
- 2. 	Le Village qui n'existait pas (Dimitri Armand, Luc Brunschwig, Aurélien Ducoudray, Le Lombard)

Liste des récits de Bob Morane
- 1.  Les 100 Démons de l'Ombre Jaune (Corbeyran, Christophe Bec, Paolo Grella, Sébastien Gérard, Soleil Productions)

### Films
- Un premier film de Bob Morane a été produit en 1960 par Belgavidéo. L’Espion aux cent visages, avec Jacques Santi incarnant Bob Morane, fit l’objet d’une seule représentation le dimanche 8 janvier 1961, au cinéma Scala de Bruxelles et est considéré comme perdu à la suite de la destruction de l’unique copie pendant l’incendie de Belgavidéo[13].

- Projet annulé : L’Aventurier de  Christophe Gans, dans lequel Roch Voisine ou Vincent Cassel devait interpréter Bob Morane[14],[15].

### Séries télévisées
- 1963 : Bob Morane. Certains épisodes sont des adaptations, d'autres des scénarios originaux. Avec Claude Titre (Bob Morane) et  Billy Kearns (Bill Ballantine).

### Adaptation sous forme d'un disque d'aventure
En 1960, Jean Maurel adapte Commando épouvante pour les éditions Musidisc, sous le titre Bob Morane et le Brouillard Doré.

### Dessin animé
- 1998 : Bob Morane. Première série animée sur Bob Morane diffusée sur Canal+ et France 3. Aussi diffusée sur Télé-Québec de 2000 à 2005.

### Série de bande dessinée
- Bob Marone, série de bande dessinée créée par Yann (scénario) et Conrad (dessin) dans Le Journal de Spirou dans les années 1980.

## Influences et postérité

### Odonymie
Une rue Bob Morane est située dans le village de Kain, entité de Tournai en Belgique. Le journaliste Henri Vernes a vécu sa jeunesse à Tournai. L'ancien nom de la rue Bob Morane est la rue du Follet.

### Littérature
- Les éditions Glénat ont publié un magazine de science-fiction nommé Bob Morane Magazine dans les années 1980.

- Bob Morane et Bill Ballantine apparaissent, avec d'autres personnages de fiction, en tant que protagonistes du roman de science-fiction La Lagune des mensonges : Commandant Robert contre Agence HPL de François Darnaudet, paru en 2004, sous les noms de « Commandant Robert » et de « William »[16]. « HPL » est bien sûr une référence à Howard Phillips Lovecraft.

- Caro est une série de romans de Richard Colombo et Philippe Cottarel librement inspirée de l'univers créé par Henri Vernes.

- Reflets, ancienne revue du Club Bob Morane.

- L'Aventurier, revue du Cercle des Amis d'Henri Vernes (CAHV).
- À la fin de la Brigade Chimérique, Bob Morane rencontre Francis Blake et s'enrôle pour combattre le nazisme.

### Chanson
Bob Morane a inspiré la chanson L’Aventurier (1982) du groupe de rock français Indochine, chanson reprise par le groupe canadien The Kingpins en 2000, ainsi que par le groupe Nada Surf.

### Patrimoine littéraire
- Conférence « Bob Morane, les éditions Marabout et le Québec » par Jacques Hellemans présentée lors de la 2e édition des Rendez-vous d'histoire de Québec en 2019[17]

## Archives
En 2011, Henri Vernes fait don de ses archives aux Archives de l'État à Tournai, dont plusieurs éditions en langues étrangères de Bob Morane, des manuscrits, etc.

## Les nouveaux auteurs
Depuis 2012, c'est Gilles Devindilis qui a été désigné par les éditions Ananké pour à la fois poursuivre et relancer la série en créant le concept des Nouvelles Aventures de Bob Morane.
À partir de 2013, différents auteurs, souvent des fans de la série, écrivent des nouvelles plus ou moins longues qui paraissent au rythme de six à huit par an aux éditions Ananké, en éditions limitées.